# Diaspidiotus salicis
Diaspidiotus salicis är en insektsart som först beskrevs av Lupo 1953.  Diaspidiotus salicis ingår i släktet Diaspidiotus och familjen pansarsköldlöss.
Artens utbredningsområde är Italien. Inga underarter finns listade i Catalogue of Life.